# Hafenmelodie (film 1950)
Hafenmelodie  è un film del 1950 diretto da Hans Müller.

## Trama
Una banda di ladri organizza un colpo da mettere a segno rubando le merci del magazzino dove lavora il magazziniere Jansen.

## Produzione
Il film fu prodotto dalla Real-Film GmbH di Amburgo.

## Distribuzione
Venne distribuito dalla Döring-Film Werke GmbH (I) e dalla Herzog-Filmverleih. Vietato ai minori di sedici anni, fu presentato in prima mondiale a Berlino Ovest il 20 gennaio 1950.